# Wenkbrauwgroet

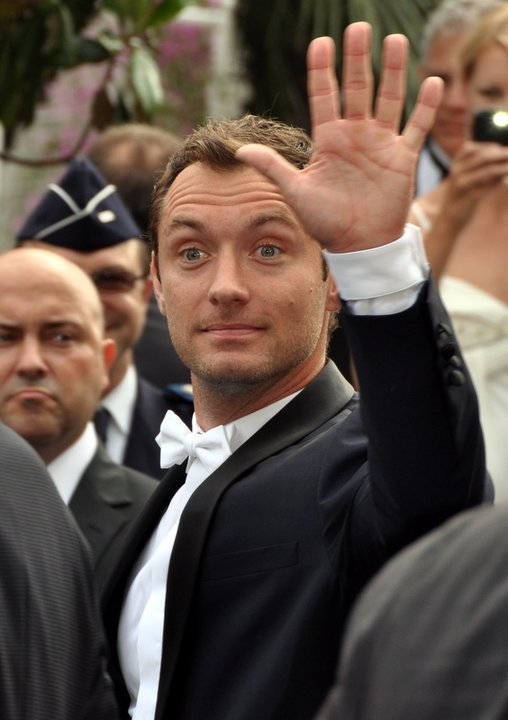
Jude Law doet een wenkbrauwgroet

De wenkbrauwgroet is een korte, onopvallende groet met de wenkbrauwen die wordt uitgewisseld tussen bekenden. De groet is voor de mens en voor sommige mensapen en apen een universeel en soortspecifiek signaal.
De groet wordt enkel gebruikt tussen twee bekenden en gebeurt op een afstand. De groet wordt voorafgegaan door een glimlach, en zodra beiden elkaar dicht genoeg genaderd zijn om de details van de gelaatsexpressies te kunnen waarnemen, worden beide wenkbrauwen samen gedurende een fractie van een seconde opgetrokken.
De wenkbrauwgroet is oorspronkelijk beschreven door de Oostenrijkse zoöloog Irenäus Eibl-Eibesfeldt (1928) in zijn werk Die Biologie des menschlichen Verhaltens.

## Functie
Met de wenkbrauwgroet laten beide partijen elkaar weten dat ze herkend en als vrienden erkend zijn, en dat nader contact welkom is. Zowel het brengen van de groet als het waarnemen en interpreteren ervan gebeuren volledig onbewust, geen van beide partijen weet dat het gebeurt, of kunnen het zich nadien herinneren. Dit in tegenstelling tot bijvoorbeeld de handdruk, die bewust uitgewisseld wordt.
Het gebaar is een voor de mens universeel en soortspecifiek signaal. Het is waargenomen bij bevolkingsgroepen over heel de wereld, zonder uitzonderingen, en op steeds dezelfde, specifieke manier. Het gebaar wordt gebruikt door kinderen, zodra zij in staat zijn tot herkenning. Weliswaar is er enige variatie op het gebruik van de groet. Zo gebruiken sommige bevolkingsgroepen, zoals Polynesiërs en Papoea's de wenkbrauwgroet ook om vreemden te begroeten, en begroeten Japanners ook onbekende kinderen op deze manier.

## Ontstaan
Deze groet kan dus zeer moeilijk verklaard worden als een aangeleerd gedrag, een gevolg van culturele overdracht, maar is zeer waarschijnlijk aangeboren gedrag, een gevolg van erfelijkheid. Ook dit is anders dan de handdruk, een gebaar waarop zeer veel verschillende variaties bestaan, dat bij bepaalde bevolkingsgroepen zelfs niet voorkomt, en dus voor een groot deel aangeleerd is. De wenkbrauwgroet daarentegen wordt ongetwijfeld vooral via genen gestuurd en overgedragen.
De wenkbrauwgroet zou ontstaan zijn uit de reflex om onze ogen verder te openen als we iets opmerkzaams zien. Na een eerste blik worden de ogen opengesperd, dan volgen de pupillen, en als de interesse nog toeneemt, worden ook de wenkbrauwen opgetrokken.
Het langzaam optrekken van één of beide wenkbrauwen, zonder glimlach, bij iets dat onze nieuwsgierigheid wekt, ons verrast of onze verontwaardiging opwekt, zou hiervan afgeleid kunnen zijn.
Hoewel de wenkbrauwgroet een soortspecifiek signaal werd genoemd, komt hij niet alleen voor bij mensen, maar is hij in dezelfde vorm en met een vergelijkbare functie ook waargenomen bij onze nauwste verwanten, de chimpansees, en zelfs bij de minder verwante bavianen en makaken. Dit maakt het waarschijnlijk dat de wenkbrauwgroet reeds vroeg in de evolutie van de apen ontstaan is, voordat de mensapen in het Mioceen zijn afgescheiden.